# Rutger Smith
Rutger Smith (* 9. července 1981, Groningen) je nizozemský sportovec, atlet, který se specializuje na vrh koulí a hod diskem.

## Osobní rekordy
- hod diskem – 67,63 m – 15. září 2007, Helsingborg
- vrh koulí – 21,62 m – 10. červen 2006, Leiden
- vrh koulí (hala) – 20,89 m – 16. únor 2008, Gent